# Templo de la Orilla

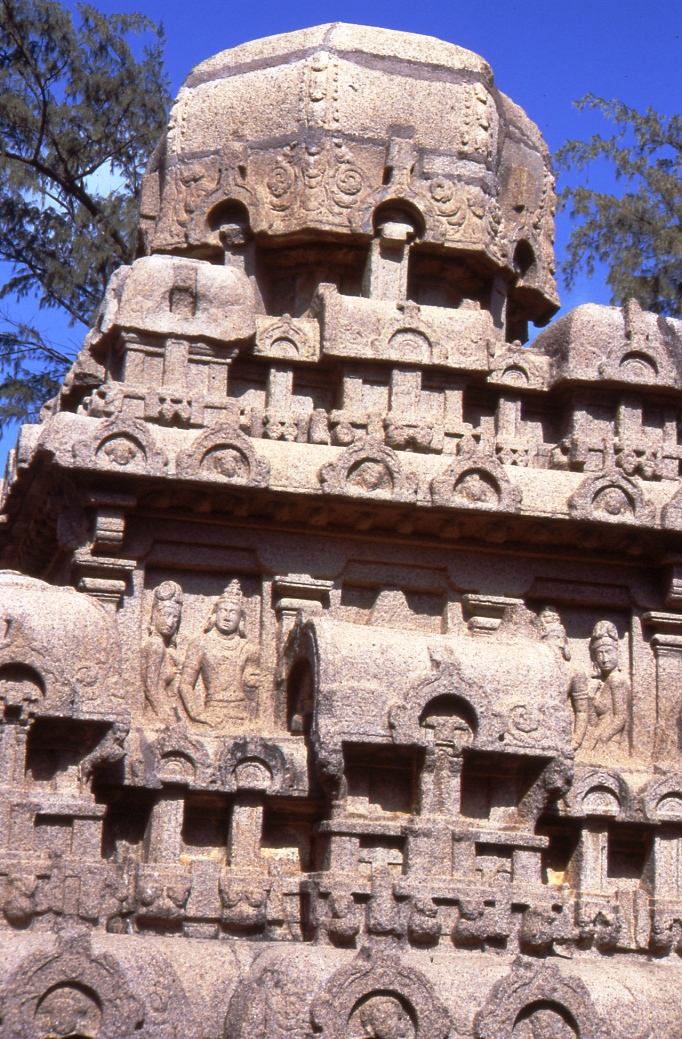
Figuras talladas en las paredes exteriores del templo.

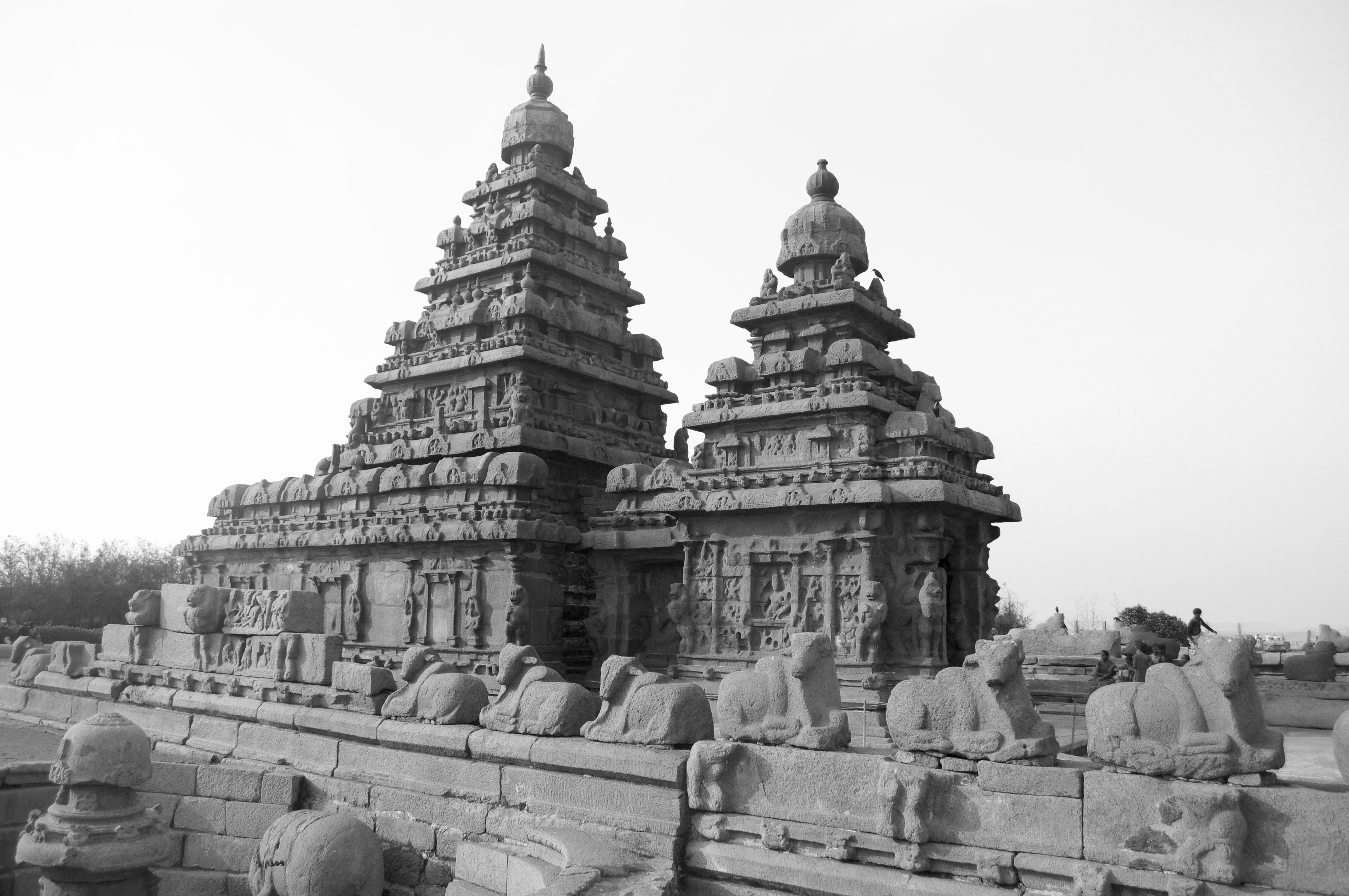
Detalle de la cara norte del templo que muestra las figuras talladas en piedra.

El Templo de la Orilla, construido entre el 700 y el 728 d. C., recibe su nombre por su situación al borde del mar en la bahía de Bengala. Es un templo estructural construido con bloques de granito, del que se sabe al menos que fue finalizado por el rey Raya Simba.
Fue erigido en un saliente de la orilla de la bahía de Bengala en Mahabalipuram, una aldea al sur de Chennai, en el sureño estado de Tamil Nadú (India). La aldea fue un puerto con mucha actividad durante el reinado de Narasimja Varman II, de la dinastía Pallava, en los siglos VII y VIII.
Dada su pertenencia al conjunto de monumentos de Mahabalipuram, fue seleccionado como Patrimonio de la Humanidad por la Unesco. Es uno de los más antiguos templos estructurales de piedra (frente a los tallados en la roca) en India del Sur.

## Arquitectura
El Templo de la Orilla es un templo estructural hinduista de cinco pisos en vez de tallado en la roca como los otros monumentos del sitio y es el templo estructural importante más temprano en la India meridional además de ser uno de los templos más populares. Su estructura piramidal mide unos 18 metros y se asienta sobre una plataforma cuadrada de 15 metros. Un templo más pequeño que el anterior y situado enfrente de este era el porche original del principal.

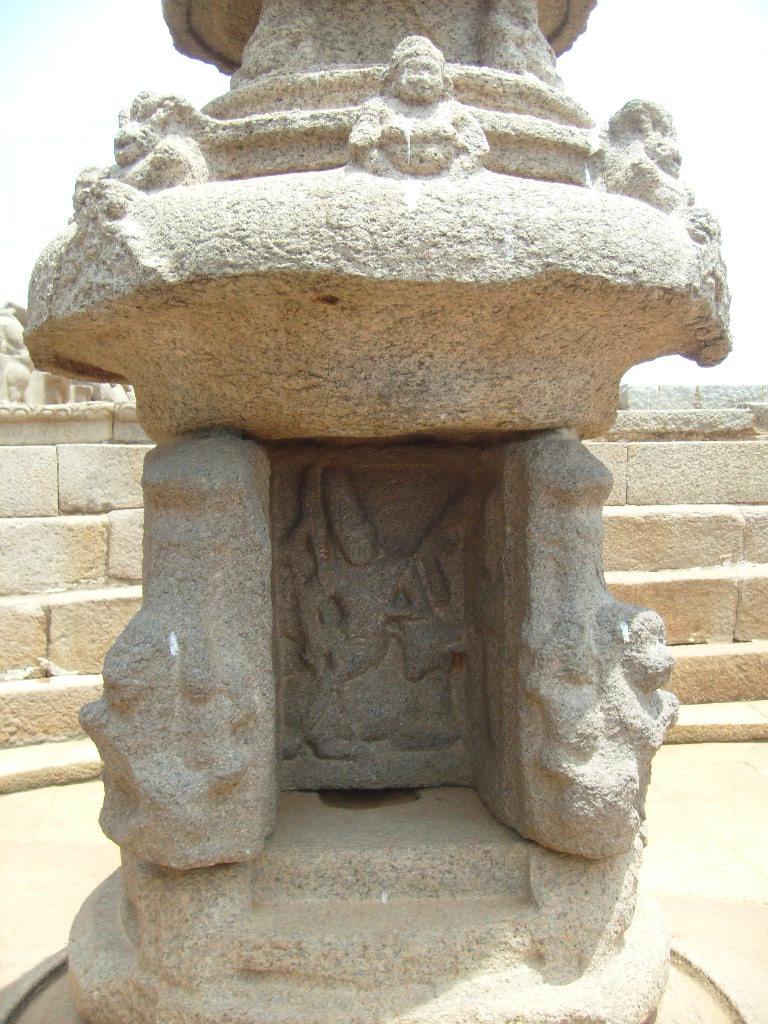
Santuario en miniatura dedicado a Shiva.

Está hecho de granito local trabajado con gran precisión.
Excavaciones recientes han revelado nuevas estructuras bajo la arena del lugar.

### Santuarios
El templo es una combinación de tres santuarios. El santuario principal está dedicado al dios Shivá, al igual que el segundo más grande. El santuario más pequeño de techo plano, entre los otros dos, está dedicado a un dios Visnú yacente, y es posible que dispusiera de canalizaciones de agua que la llevaban hasta el interior del santuario. Los dos santuarios de Shivá son de configuración ortogonal. Se entra a través de un gopuram de bóveda de cañón y, aunque los dos sikharas tienen una silueta piramidal, cada piso individual es distinto, con aleros salientes que proyectan sombras muy oscuras.
El exterior de los santuarios mayores está repleto de representaciones de murtis en nichos simples, flanqueados por medias pilastras o simplemente en los huecos de las paredes. La pared exterior del santuario de Visnú y el lado interior del muro perimetral están extensamente esculpidos y rematados por grandes esculturas del toro Nandi.
El lado interior de la pared del santuario mayor del templo fue dividido con salientes de yeso y la parte inferior fue tallada en una serie de rugientes leones, concentrados en las esquinas, y de figuras basadas en yalis (criatura mitológica hindú) en las pilastras.
La entrada de uno de los patios traseros está vigilada por una representación, única en este periodo, de Shivá Ekapada (es decir, de una sola pierna).

### Deidades
El templo consta de una garbha grija (parte más recóndita, restringida y escasamente iluminada de un templo hindú) donde está consagrado el parcialmente dañado shiva-linga (falo del dios Shivá) de basalto negro importado, material usado también en el remate de los templos, y de una pequeña mandapa (estructura exterior sostenida por pilares) rodeada por un grueso muro exterior que deja un estrecho espacio que permite la circunvalación. En la parte posterior hay dos santuarios orientados hacia direcciones opuestas. Al santuario interior, dedicado a Ksatriya-Simnéswara, se accede a través de un corredor mientras que el otro, dedicado a Visnú, da al exterior. Este Visnú aparece recostado sobre la serpiente Sesha Naga, símbolo del conocimiento.
La diosa Durgá aparece sentada en su vájana león, mientras que el santuario de Shiva lo representa en el estilo somaskanda. Es posible que el león tuviese alojado un pequeño altar en la cavidad de su pecho.
En las entradas del santuario más grande todavía se pueden observar los restos de duara-palas (porteros) guardianes.

## Importancia
La disposición del Templo de la Orilla con los dos santuarios de Shiva y con el pequeño santuario de Vishnu en medio muestra un intento de equilibrar las diferentes y enfrentadas necesidades religiosas.
El templo es, además, un símbolo de la región y es usado como escenario anual del Festival de danzas de Mahabalipuram en enero/febrero.

## Estado
En las últimas décadas, los diseños tallados en las paredes han empezado a desmoronarse debido a que el viento que sopla en la zona contiene pequeñas cantidades de sal que a lo largo de los siglos han afectado a la piedra.
El templo consiguió sobrevivir al tsunami de 2004 en el océano Índico. El tsunami golpeó el templo a las 5:00 de la mañana pero no sufrió daños de gravedad. En pocos minutos el agua recuperó su nivel normal. Sin embargo, desde ese momento la acción de la arena y el mar sobre el conjunto se aceleró.